# Natalia Papazoglu
Natalia Papazoglu, ook wel geschreven als Papazoglou, (Oekraïens: Наталія Папазоглу) (Kaloesj, 11 april 1983) is een Oekraïense zangeres en singer-songwriter.

## Biografie
Papazoglu behaalde haar diploma zang aan de Boris Grintschenko Universiteit in Kiev. Sinds 2000 neemt ze ook deel aan nationale en internationale zangwedstrijden. Sinds 2012 is ze actief binnen de Alex Fokin RadioBand.
Grote bekendheid verwierf Papazoglu in 2015 door haar deelname aan X Factor Oekraïne. Ze nam deel aan het zesde seizoen en wist uiteindelijk de vierde plaats te bereiken. Het jaar nadien wilde Papazoglu deelnemen aan de Oekraïense voorronde voor het Eurovisiesongfestival 2016 met het nummer Die in the future or live in the past, maar ze werd niet geselecteerd om deel te nemen aan de halve finales.
In juli datzelfde jaar nam Papazoglu deel aan de Oekraïense voorronde van het Türkvizyonsongfestival 2016 met het nummer Tikenli yol. Ditmaal mocht ze wel deelnemen aan de finale, die ze vervolgens winnend afsloot. Ze mocht haar land zodoende vertegenwoordigen op het festival. Dit festival werd echter eind 2016 geannuleerd. Vier jaar later mocht ze dan toch naar het festival. Ze vertegenwoordigde eind december 2020 Oekraïne op het Türkvizyonsongfestival 2020 met het nummer Tikenli yol. Papazoglu won het festival met 226 punten, 22 meer dan Umsuura die tweede eindigde namens Jakoetië.

## Discografie

### Albums
- Ne voroh (2017)

### Singles
- Die in the future or live in the past (2016)
- Ne voroh (2017)
- Dobryy ranok, Ukrayino! (2017)
- Utikay (2017)
- Niezaliežna (2017)

2013: Fazile Ibraimova · 
2014: Natali Deniz · 
2015: Anna Mitioglo · 
2020: Natalia Papazoglu
2013: Farid Hasanov · 
2014: Janar Duğalova ·
2015: Jiidesh İdirisova ·
2020: Natalia Papazoglu